# Piragna (album)
l'Onorevole galera che stava meio a netàr par tera»
(Dal ritornello de L'onorevole)
Piragna è il secondo album solista di Sir Oliver Skardy, il primo in collaborazione con i Fahrenheit 451. È stato pubblicato il 21 settembre 2010.

## Descrizione
Registrato da Toni Morelli e Roberto Pettenello presso lo "Studio Forfaituan" di Venezia, è stato mixato da Paolo Baldini presso l'"Alambic Conspiracy Studio" di Pordenone (eccetto Destra Sinistra, registrata, mixata e masterizzata da Giovanni Boscariol a Venezia presso "Mosaico").
Skardy, intervistato prima dell'uscita del disco, ha rilasciato una dichiarazione che ne spiega il titolo e ne annuncia i temi:
Ecco che sulla copertina del disco e del book interno, che Skardy ha chiesto di disegnare al celebre vignettista Vauro, compaiono delle caricature di piranha vestiti da uomini politici e dotati di forchette, per dar sfogo alla loro voracità.
I videoclip di tre brani dell'album (Cammina cammina, Fame un spritz e Destra Sinistra) sono condivisi in rete attraverso un canale ufficiale di YouTube.

## Tracce
1. Reggae da dopolavoro
2. Viagra
3. Mr. Bim Bum Bam
4. Di Gei
5. Ipocriti lend
6. Cammina cammina
7. Fame un spritz
8. Magna magna
9. Povero ricco
10. L'Onorevole
11. Pentito
12. Radio zapping
13. Destra Sinistra
14. Mr. Bim Bum Bam (Alambic Conspiracy Dub Version) 4.50

### I brani
Nelle canzoni risulta molto vario l'affronto della tematica dominante, quella legata sempre dal filo conduttore generato della metafora insita nel titolo Piragna.
In Reggae Da Dopolavoro si ha un ritratto ironico di chi non vuole nessuna etichetta, mentre Viagra è la critica ai personaggi di una società dopata; Mr. Bim Bum Bam risulta essere l'uomo che divora dall'interno la società italiana promuovendo valori sbagliati (si noti il riferimento alla vecchia trasmissione omonima andata in onda su Italia 1); Di Gei è il rappresentante della crisi discografica dei nostri tempi; La Ipocriti lend è il perfetto scenario in cui si inseriscono tutti i personaggi del disco: un mondo governato da quel Magna magna dell'ottavo brano, un pericolo che ha fame di denaro e che non guarda in faccia nessuno, nel quale vivono figure come il Povero Ricco, finto VIP a cui si consiglia di andare a Lourdes, e il Pentito, italiano che sogna la pensione del boss mafioso. Prima di fare un nervoso ed inutile Radio Zapping ci s'imbatterà anche ne L'Onorevole, il ritratto più feroce e acidamente ironico del disco, che - con riferimento neppure troppo velato all'allora premier - descrive un personaggio che con i soldi è abile e con la legge intoccabile.
I brani principali sono poi Cammina Cammina, Fame un spritz, Destra Sinistra, descritti separatamente di seguito.

#### Fame un spritz
Fame un spritz rappresenta il ricordo di una venezianità che ormai non c'è più, tema già caro a Skardy, nelle sue diverse sfaccettature, ai tempi dei Pitura Freska (con brani come Venessia in afito); brano scelto per essere estratto come singolo, è scritto per il testo e per la musica da Andrea Manzo,Roberto Pettenello e Skardy ed è stato pubblicato il 6 luglio 2010, destinato a divenire tormentone estivo veneziano. Oltre all'originale, ne sono state incise tre versioni remixate da Paolo Baldini: una radio edit, una versione dub melodica e una dub.
Il videoclip di Fame un spritz è stato girato a Venezia (gli sfondi sono il Canal Grande, punta della Dogana, il ponte di Rialto) per la regia di Antonio Morelli; vi compare Sir Oliver Skardy solo in diversi luoghi della città e poi assieme ai Fahrenheit451.

#### Cammina cammina
Si tratta di un brano dei Fahrenheit 451, scritto nel 1998; è stato recuperato e rivisitato da Sir Oliver Skardy per quest'album.
Il videoclip di Cammina cammina (regia di Andrea Princivalli) è ambientato perlopiù all'Ecocentro Savno di Vittorio Veneto, con uno Skardy che, sommerso dai rifiuti, diventa robot.

#### Destra Sinistra
Cover della celebre canzone di Giorgio Gaber, questo brano è uscito nel 2008 come singolo, per il quale è anche stato girato un videoclip (regia di Giovanni Milanese), ispirato a quello di Subterranean Homesick Blues di Bob Dylan.
L'attualizzazione e personalizzazione del brano si riscontra, oltre che nel riarrangiamento del brano, nell'inserzione, nel testo originale, di un intermezzo inedito in lingua veneziana.

## Formazione
Di seguito sono elencati gli artisti che hanno realizzato il disco e i relativi ruoli:
- Sir Oliver Skardy - voce, chitarra
- Christian "Chris" Enzo - batteria
- Tonibassi - basso
- Fabio "El Pope" Zambelli - percussioni
- Roberto "Sciubert" Pettenello - tastiera, voce
- Andrea "Andyman" Manzo - chitarra, voce
- Alessandro "Baby" Numa - sax, voce
- Francesco "Frankie" Rizzo - tromba
- Davide Costantini - trombone